# Raggruppamento Cittadino
Il Raggruppamento Cittadino (in francese: Rassemblement citoyen) è un partito politico congolese fondato nel 1998 da Claude Alphonse Nsilou, ministro del commercio dal 2017 e, in precedenza, ministro dell'edilizia (dal 2002 al 2017) e dei lavori pubblici (dal 1992 al 1993).

## Risultati elettorali
| Elezione          | Seggi   |
| ----------------- | ------- |
| Parlamentari 2007 | 1 / 137 |
| Parlamentari 2012 | 3 / 136 |
| Parlamentari 2017 | 1 / 151 |
| Parlamentari 2022 | 1 / 151 |